# 농전복
농전복(儂全福, ? ~ 1039년)은 11세기 초 송나라 광서(廣西) 광원주(廣源州, 현재 징시시, 톈둥현 일대)의 최대 세력이었던 광원주만(廣源州蠻, 현재 중국의 좡족, 베트남의 눙족)의 지도자이다. 좡어로는 눙 신푹(Nungz Cienzfuk)이라고 하며, 베트남 측 사서에는 눙똔푹(베트남어: Nùng Tồn Phúc / 儂存福 농존복)이라고 기록되었다.

## 생애

농전복의 아버지 농민부(儂民富)는 일찍이 송 태종으로부터 검교사공(檢校司空), 어사대부(御史大夫), 상주국(上柱國)으로 임명받았으며, 송 진종 초에 농전복이 농민부의 뒤를 잇자 진종은 농전복을 당유주(儻猶州, 현재 광시성 푸쑤이현)의 지주(知州)로 임명하였다. 한편, 동생 농존록(儂存祿)은 만애주(萬涯州, 현재 광시성 다신현의 지도자가, 처제인 당도(當道)는 무륵주(武勒州, 현재 광시성 푸쑤이현 경계)의 지도자가 되었는데, 농전복이 이 둘을 죽이고 만애주와 무륵주를 점령하였다. 광원주가 송나라와 베트남의 경계에 근접하였으므로, 농전복은 베트남의 리 왕조에 칭신하였다. 당시 농전복은 광원주의 금광을 개발하였고, "중국과 여러 동(峒)의 백성들을 불러 끌어들이니 그 무리가 매우 많았다."라는 말이 있을 정도로 경제적으로 부강해졌다.
1029년, 농전복은 그의 땅에서 나라를 세워 국호를 장기국(長其國), 또는 장생국(長生國)이라 하고 스스로 소성황제(昭聖皇帝)를 칭하였다. 이어 그의 아내 아농(阿儂)을 명덕황후(明德皇后)로, 아들 농지총(儂智聰)을 남아왕(南衙王)에 봉한 뒤 리 왕조에 더 이상 칭신하기를 거부하였다. 그러자 서농(西農)의 지도자 하문정(何文貞)이 리 왕조에 이를 보고하였고, 이에 1039년 2월에 리 태종이 친히 군대를 이끌고 장기국을 기습 공격하였다. 농전복은 무리를 이끌고 달아나 산과 강에 숨었으나, 리 태종의 군대가 계속 추격해와 결국 농지총 등 다섯 명과 함께 사로잡혔다. 리 태종은 장기국의 성지(城池)를 파괴하고 그 무리를 초무한 뒤, 농전복 등을 탕롱에 압송해 살해하였다. 농전복의 다른 아들 농지고는 살아남아 도망갔고, 농전복의 뒤를 이어 지도자가 되었다.